# Nejilovo (Tchachka)
Nejilovo (en macédonien : Нежилово) est un village du centre de la Macédoine du Nord, situé dans la municipalité de Tchachka. Le village comptait 63 habitants en 2002.

## Démographie
Lors du recensement de 2002, le village comptait :
- Macédoniens : 63